# Lijst van voetbalinterlands Liberia - Mali
Deze lijst van voetbalinterlands is een overzicht van alle officiële voetbalwedstrijden tussen de nationale teams van Liberia en Mali. De landen speelden tot op heden tien keer tegen elkaar. De eerste ontmoeting was een vriendschappelijke wedstrijd op 25 oktober 1980 in Monrovia. Het laatste duel, een kwalificatiewedstrijd voor de Afrika Cup 2012, werd gespeeld in Paynesville op 8 oktober 2011.

## Wedstrijden
| №  | Plaats      | Datum           | Competitie                   | Wedstrijd      | Uitslag |
| -- | ----------- | --------------- | ---------------------------- | -------------- | ------- |
| 1  | Monrovia    | 25 oktober 1980 | Vriendschappelijk            | Liberia − Mali | 1 − 1   |
| 2  | Monrovia    | 2 oktober 1988  | Afrika Cup 1990 kwalificatie | Liberia − Mali | 0 − 1   |
| 3  | Bamako      | 16 oktober 1988 | Afrika Cup 1990 kwalificatie | Mali − Liberia | 3 − 1   |
| 4  | Abidjan     | 25 juni 1995    | Vriendschappelijk            | Mali − Liberia | 2 − 3   |
| 5  | Bamako      | 8 april 2001    | Vriendschappelijk            | Mali − Liberia | 3 − 0   |
| 6  | Bamako      | 19 januari 2002 | Afrika Cup 2002              | Mali − Liberia | 1 − 1   |
| 7  | Monrovia    | 6 juni 2004     | WK 2006 kwalificatie         | Liberia − Mali | 1 − 0   |
| 8  | Ségou       | 5 juni 2005     | WK 2006 kwalificatie         | Mali − Liberia | 4 − 1   |
| 9  | Bamako      | 9 oktober 2010  | Afrika Cup 2012 kwalificatie | Mali − Liberia | 2 − 1   |
| 10 | Paynesville | 8 oktober 2011  | Afrika Cup 2012 kwalificatie | Liberia − Mali | 2 − 2   |

## Samenvatting
| Competitie              | Totaal gespeeld | Winst Liberia | Gelijk | Winst Mali | Doelsaldo Liberia – Mali |
| ----------------------- | --------------- | ------------- | ------ | ---------- | ------------------------ |
| WK-kwalificatie         | 2               | 1             | 0      | 1          | 2 − 4                    |
| Afrika Cup              | 1               | 0             | 1      | 0          | 1 − 1                    |
| Afrika Cup-kwalificatie | 4               | 0             | 1      | 3          | 4 − 8                    |
| Vriendschappelijk       | 3               | 1             | 1      | 1          | 4 − 6                    |
| Totaal                  | 10              | 2             | 3      | 5          | 11 − 19                  |

LFA · Liberiaans vrouwenelftal
Interlands
Tegenstander:
Algerije ·
Angola ·
Benin ·
Botswana ·
Burkina Faso ·
Burundi ·
Centraal-Afrikaanse Republiek ·
Colombia ·
Congo-Brazzaville ·
Congo-Kinshasa ·
Djibouti ·
Egypte ·
Equatoriaal-Guinea ·
Ethiopië ·
Gabon ·
Gambia ·
Ghana ·
Guinee ·
Guinee-Bissau ·
Indonesië ·
Irak ·
Ivoorkust ·
Kaapverdië ·
Kameroen ·
Kenia ·
Lesotho ·
Libië ·
Madagaskar ·
Malawi ·
Maleisië ·
Mali ·
Marokko ·
Mauritanië ·
Mauritius ·
Mexico ·
Namibië ·
Niger ·
Nigeria ·
Oeganda ·
Oman ·
Papoea-Nieuw-Guinea ·
Rwanda ·
Sao Tomé en Principe ·
Senegal ·
Sierra Leone ·
Soedan ·
Tanzania ·
Thailand ·
Togo ·
Tsjaad ·
Tunesië ·
Zambia ·
Zimbabwe ·
Zuid-Afrika
FMF · A-internationals · Bondscoaches · Malinees vrouwenelftal · Olympisch elftal
1960 – 1969 · 
1970 – 1979 · 
1980 – 1989 · 
1990 – 1999 · 
2000 – 2009 · 
2010 – 2019 · 
2020 – 2029
OS 2004
1962 · 
1963 · 
1964 · 
1965 · 
1966 · 
1967 · 
1968 · 
1969 · 
1970 · 
1971 · 
1972 · 
1973 · 
1974 · 
1975 · 
1976 · 
1977 · 
1978 · 
1979 · 
1980 · 
1981 · 
1982 · 
1983 · 
1984 · 
1985 · 
1986 · 
1987 · 
1988 · 
1989 · 
1990 · 
1991 · 
1992 · 
1993 · 
1994 · 
1995 · 
1996 · 
1997 · 
1998 · 
1999 · 
2000 · 
2001 · 
2002 · 
2003 · 
2004 · 
2005 · 
2006 · 
2007 · 
2008 · 
2009 · 
2010 · 
2011 · 
2012 · 
2013 · 
2014 ·
2015 ·
2016 ·
2017 ·
2018 ·
2019 ·
2020 ·
2021 ·
2022 ·
2023 ·
2024
Algerije · 
Angola · 
Benin · 
Botswana · 
Burkina Faso ·
Burundi · 
Centraal-Afrikaanse Republiek ·
China · 
Comoren ·
Congo-Brazzaville · 
Congo-Kinshasa · 
DDR · 
Egypte · 
Equatoriaal-Guinea · 
Eritrea · 
Ethiopië ·
Gabon · 
Gambia · 
Ghana · 
Guinee · 
Guinee-Bissau · 
Iran · 
Ivoorkust · 
Japan ·
Kaapverdië · 
Kameroen · 
Kenia · 
Koeweit · 
Kroatië ·
Liberia · 
Libië · 
Litouwen · 
Madagaskar · 
Malawi · 
Marokko ·
Mauritanië ·
Mozambique ·
Namibië ·
Niger ·
Nigeria ·
Noord-Korea ·
Oeganda ·
Oman ·
Qatar ·
Rwanda ·
Saoedi-Arabië ·
Senegal ·
Seychellen ·
Sierra Leone ·
Soedan ·
Swaziland ·
Togo ·
Tsjaad ·
Tunesië ·
Zambia ·
Zimbabwe ·
Zuid-Afrika ·
Zuid-Korea ·
Zuid-Soedan